# Donne mortali
Donne mortali (Deadly Women) è una trasmissione televisiva statunitense dedicata all'analisi criminale su celebri delitti compiuti da persone di sesso femminile e condotta, nella sua versione italiana dal 2010 al 2015, dalla criminologa Roberta Bruzzone.